# George Gessler

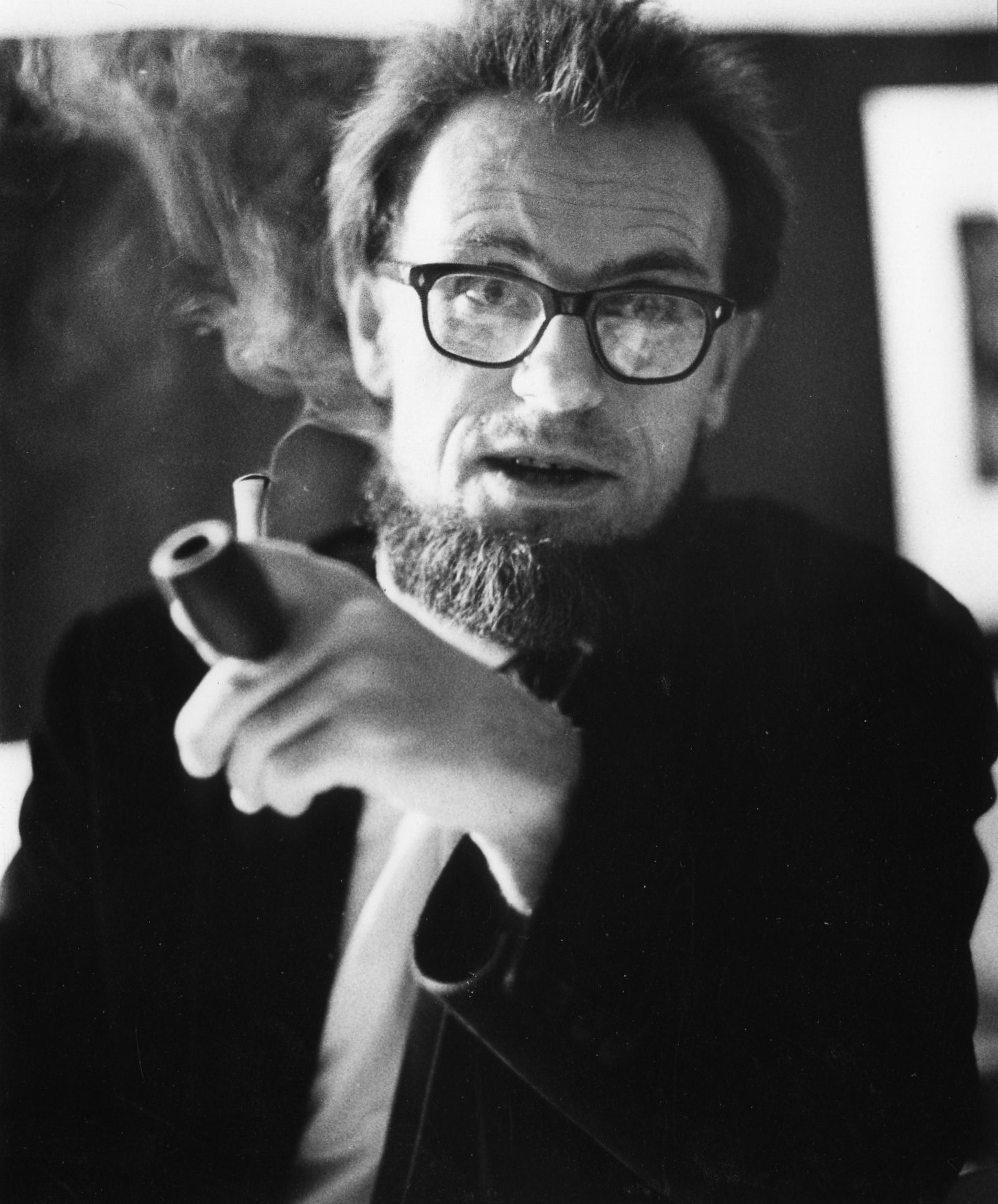
George Gessler (2008)

George Gessler (* 6. März 1924 in Zürich; † 11. April 2012 in Ottenbach) (GeGe genannt) war ein sozial engagierter Schweizer Maler. Sein künstlerisches Schaffen bewegte sich in einer Synthese von Fauvismus, Expressionismus, Orphismus und Kubismus.

## Leben
George Gessler kam dank seines Vaters Eduard Achilles Gessler, der Konservator am Landesmuseum Zürich war, früh in Berührung mit Kunst. Bereits Ende 30er Jahre begann er, erste eigene Aquarelle und Ölbilder anzufertigen. Schlüsselerlebnis war dabei eine van Gogh-Ausstellung in Genf. Gessler reflektierte später:
«Die Menschen standen ratlos und kopfschüttelnd vor diesen farbigen, aussagekräftigen Bildern. Dieses von Farben vibrierende Werk beeindruckte mich so stark, dass ich aufhörte, naturalistisch zu malen. Die Intensität und Leuchtkraft der Farbe wurde mir fortan zum wichtigsten Element der Malerei.» (Bernhard  Schneider: George Gessler – Ein Leben in Bildern, 2009)
Nach der Schulzeit trat Gessler eine Halbtagsstelle als Assistent bei Röbi Furrer am Schauspielhaus Zürich an. Bis 1943 arbeitete er zusätzlich als Hospitant der Architekturabteilung an der ETH und machte Aktstudien für Professor Gisler. Es folgte die Ausbildung zum Bühnenbildner. Bis 1954 war er an verschiedenen Theatern tätig, u. a. war er Chefassistent von Teo Otto und Mitarbeiter von Caspar Neher am Schauspielhaus Zürich. In diesem Umfeld lernte Gessler Persönlichkeiten aus kommunistischen Kreisen kennen, darunter auch Edgar Woog, und begann, sich stärker politisch zu engagieren.
1949 verbrachte Gessler zum ersten Mal längere Zeit in Paris. Inspiriert von den grossen Künstlern der Moderne begann er dort, seinen eigenen Stil weiterzuentwickeln. Als er 1955 für weitere zwei Monate nach Paris zurückkehrte, belegte er Kurse an der Académie de la Grande Chaumière und besuchte u. a. eine Picasso Ausstellung, die insbesondere in Bezug auf seine weitere Laufbahn als freischaffender Künstler wegweisend sein sollte.
Ein Jahr später, während eines weiteren Aufenthalts in Paris, wichen die Stadt- und Atelierszenen, mit denen Gessler seine Eindrücke festgehalten hatte, politischeren Darstellungen. Grund dafür war der Ungarn-Aufstand von 1956, der nicht nur Gesslers Leben in Paris, sondern auch sein Vertrauen in den Kommunismus erschütterte. Es folgten zwei grossformatige Gemälde zu diesem Thema, die Aspekte des Kubismus und des Expressionismus mit intensiver Farbe kombinierten.
Wieder in der Schweiz fasste Gessler den Entschluss, sich selbständig zu machen. Mit seiner Familie zog er im Jahre 1958 in ein Grotto nach Maggia, Tessin, wo er sich neben politischen nun auch zunehmend religiösen Themen widmete. Höhepunkt dieses neuen Schaffensbereichs stellten 1960 die Gemälde Passion, Kreuzabnahme und Pietà dar. Im Zusammenhang mit religiösen Bildern entstand zu dieser Zeit auch der Kontakt zum deutschen Galeristen Wolfgang Gurlitt, der Gessler u. a. zum Europäischen eucharistischen Weltkongress einlud. Der erhoffte internationale Erfolg blieb aber letztlich aus.
1968 wurde Gesslers ältester Sohn bei einem Autounfall tödlich verletzt. Gessler verarbeitete dieses Ereignis u. a. indem er seinen Bildern eine neue weltanschauliche Dimension verlieh, beispielsweise in Weltenvorhang.
1970 bezog er sein Atelier im zürcherischen Ottenbach. Er brach immer wieder zu kürzeren und längeren Reisen in Europa, Afrika und in den Nahen Osten auf. Dort setzte er sich einerseits vertieft mit der Wirkung von Licht und Schatten, andererseits aber auch mit anderen Kulturen und Religionen auseinander. Vor dem Hintergrund sozialer Bewegungen in den 70er und 80er Jahren beschäftigte sich Gessler zudem intensiv mit den Themen der Umwelt und der Nachhaltigkeit. Besonders prägnant fand dieses Anliegen Ausdruck im Zyklus Zukunftsvisionen.
Ab den 80er Jahren unternahm Gessler immer wieder Reisen in die Provence. Die Eindrücke dieser Reisen inspirierten ihn zu zahlreichen Landschaftsbildern. Er arbeitete nicht nur im Medium der Malerei. So stattete er den 1981 veröffentlichten Lyrikband Die Verteidigung der Schmetterlinge von Gunther Tietz mit Radierungen aus dem Zyklus Untergang und Neuschöpfung aus.
GeGe hörte 2003 mit Malen auf. Er konnte die in sich gesetzten qualitativen Kriterien an seine grossen, in mehreren Schichten präzis gemalten Werke nicht mehr erfüllen. Die Farben hatte er nach eigenen Rezepten selbst angerieben. Sein Vorbild waren die mittelalterlichen Künstler, deren Farben jahrhundertelang unverändert bewahrt bleiben. Der Künstler starb am 12. April 2012 in seinem Haus in Ottenbach.

## Ausstellungen (Auswahl)
- 1954: Galerie Kirchgasse, Zürich
- 1954: Helmhaus, Zürich
- 1958: Städt. Kunstkammer Strauhof
- 1960: Kunstgalerie Wolfgang Gurlitt, München
- 1961: Fleischhalle, Zürich
- 1964: Galerie Walcheturm, Zürich
- 1971: Séguret
- 1976: Galerie Commercio, Zürich
- 1983: Galerie am Markusberg, Katholische Akademie, Trier
- 1991: Narrenfreiheit, Landespavillon, Stuttgart
- 1993: Kunsthalle St. Moritz
- 1994: Galerie 44 EJS, Stuttgart
- 1999: «Haus der Stille» im Kloster Kappel
- 2009: Ausstellungen zum Buch von Bernhard Schneider George Gessler, ein Leben in Bildern, u. a. in Zug
- 2018: Bibliothek am Guisanplatz, Bern

## Werke in öffentlichem Besitz
- 1958: Kreuzigung und Paris: Stadt Zürich
- 1972: Provence: Gemeindehaus, Affoltern am Albis
- 1972: Fête à Paris: Schulhaus, Ottenbach
- 1972: Wandgemälde im Kirchgemeindehaus, Rümlang
- 1974: Wandgemälde im Altersheim, Affoltern am Albis
- 1975: La Mancha, Gemeindehaus, Kappel
- 1976: Spräggele: Gemeindehaus, Ottenbach
- 1983: Urgemeinde I: Maximilian-Kirche, München BRD
- 1986: Urgemeinde II: Evangelische Tagungsstätte Leuenberg, Hölstein
- 1989: Boulespieler und 10 Aquarelle: Bezirksspital Affoltern

## Werke (Auswahl)
- 1951: Tessin, Herbst. Harzöl auf Leinwand, 60 × 75 cm
- 1956: Aus dem Zyklus Krieg, Ungarn Aufstand Einmarsch. Harzöl auf Papier, 120 × 150 cm
- 1959: Maler und Modell, Grande Chaumière. Harzöl auf Papier, 110 × 90 cm
- 1960: Kreuzabnahme. Harzöl auf Papier, 150 × 100 cm
- 1969: Aus dem Zyklus Tod Marius, Weltenvorhang, Blick ins Jenseits. Harzöl auf Papier, 150 × 120 cm
- 1972: Zyklus Zukunftsvisionen. Mischtechnik, 55 × 41 cm
- 1980: Wachslaternenfest. Harzöl/Tempera auf Leinwand, 80 × 120 cm
- 1984: Provence. Harzöl/Tempera auf Leinwand, 90 × 120 cm

## Publikationen (Auswahl)
- Mit Kurt Marti: Der Aufstand Gottes gegen die Herren. 31 Gedichte und 23 Bilder zum Thema «Passion». Radius Verlag, Stuttgart 1981, ISBN 3-87173-604-X.
- Mit Lars Pfenninger: Ge Ge: ein Ausschnitt aus Leben und Werk. G. Gessler, 1995.